# 923-й зал Лувра
923-й зал Лувра (до 2018 года — 42-й зал коллекции Французской живописи) посвящён пастели и малому формату во французской живописи XVIII века.

## История зала

### Couloir des Poules
Происхождение названия зала фр. Couloir des Poules (дословно: «Куриный проход») неизвестно. Беатрис Вантринье приводит несколько возможных гипотез:
- Наиболее вероятная версия — деформация слова Poulies, по названию находившейся неподалёку улицы.
- Перенос смысла со слова «кокотка» — дословно «курочка», популярное слово для обозначения проституток. Сохранилось множество свидетельств XVII века о расцветшей во дворце и около него проституции.
- Деформация фамилии Питера Буля («Буль» — «Пуль»), возможно использовавшего эту комнату в качестве мастерской. В пользу этой версии говорит также наличие куриц в творчестве Буля — он оставил множество картин и зарисовок с птичьего двора Версаля, некоторые из них выставлены в зале фламандской живописи.
- Историки допускают существование настоящего курятника во дворце, после переезда Людовика XIV в Версаль.

## Выставленные экспонаты

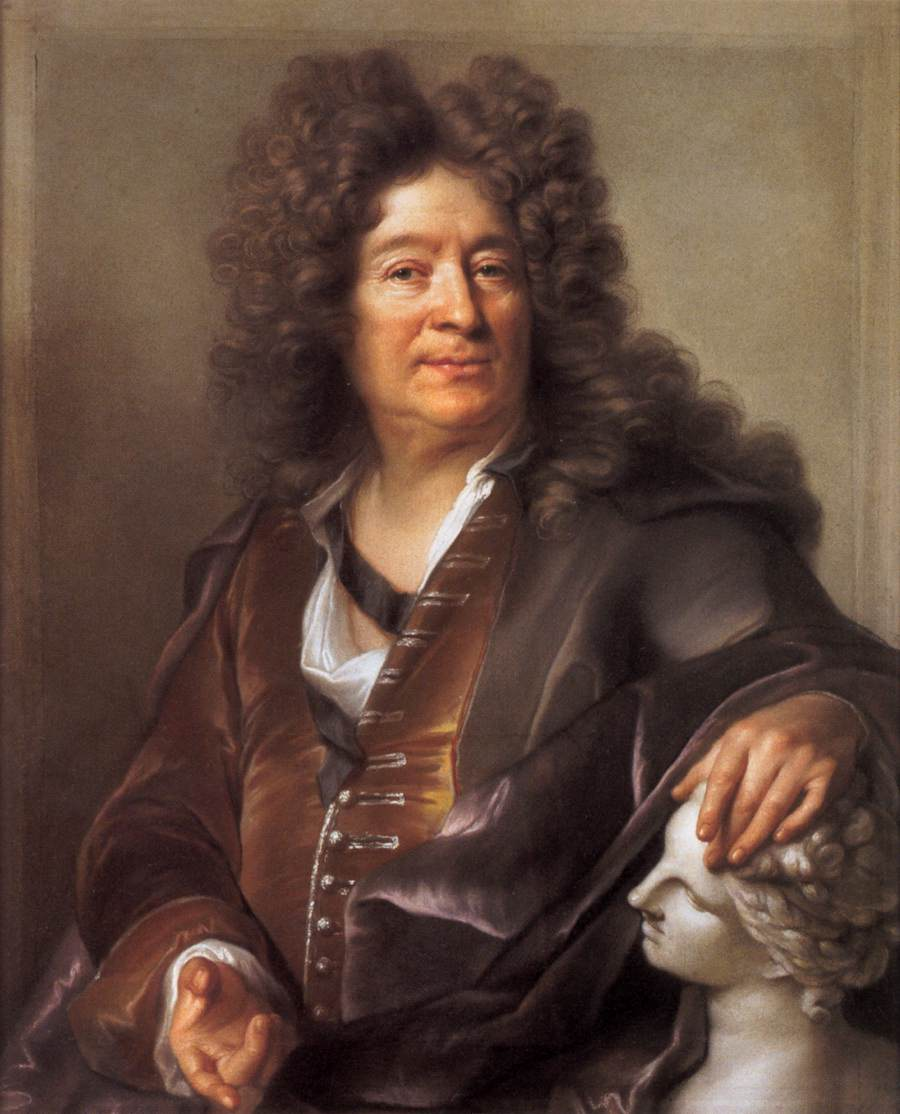
Жозеф Вивьен, портрет скульптора Франсуа Жирардона
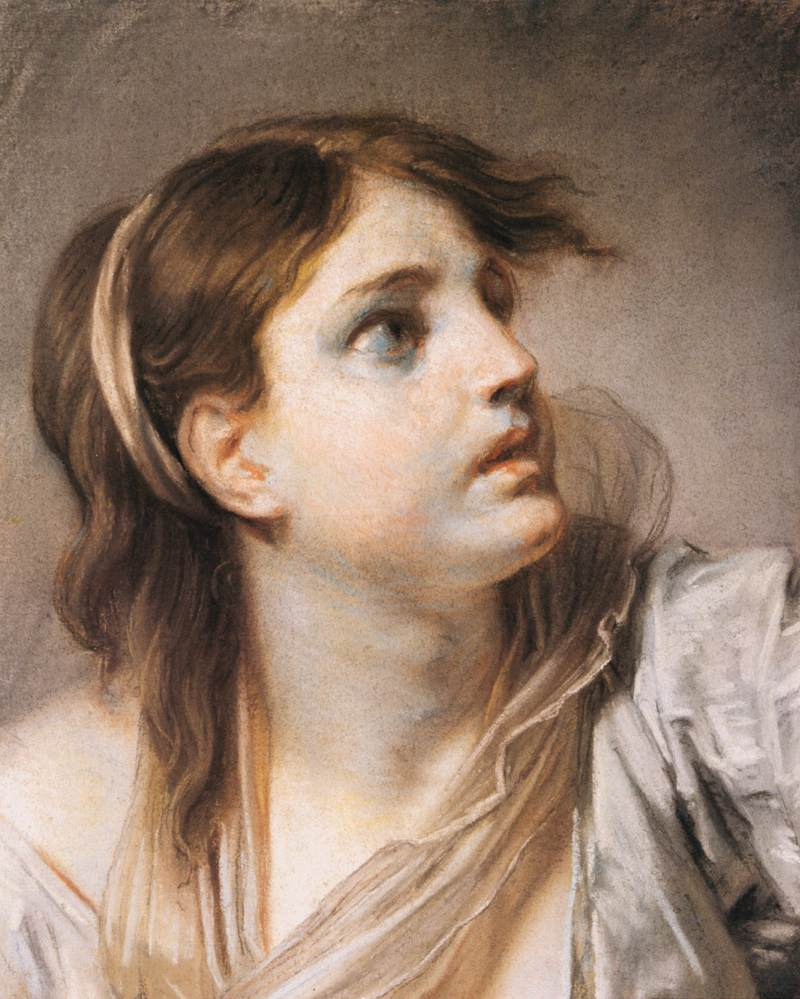
Жан-Батист Грёз, «Испуг»
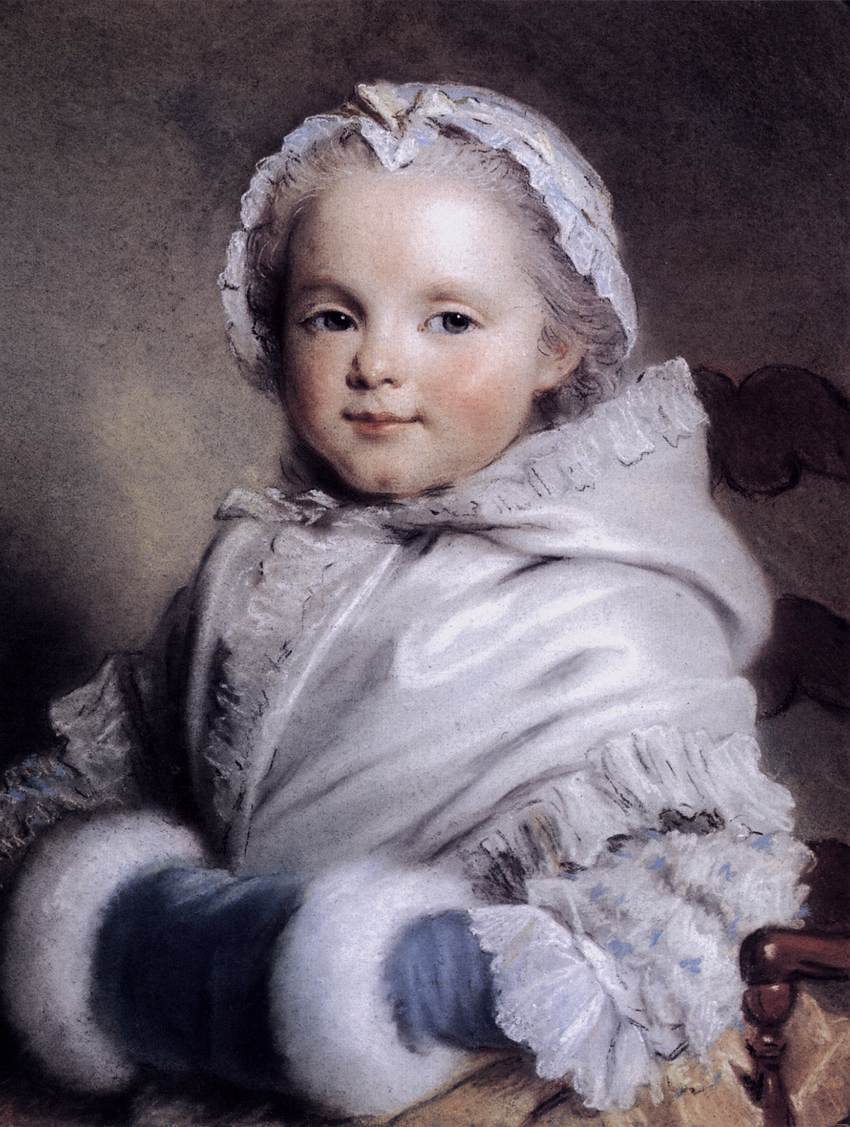
Морис Кантен де Латур, портрет Николь Ришар в детстве